# Philonicus fuliginosus
Philonicus fuliginosus är en tvåvingeart som först beskrevs av Luigi Bellardi 1861.  Philonicus fuliginosus ingår i släktet Philonicus och familjen rovflugor. Inga underarter finns listade i Catalogue of Life.